# Fallen (álbum de Burzum)
Fallen es el octavo álbum de estudio de la banda noruega de black metal, Burzum, lanzado en 2011. 
En enero de 2011 se anunció su publicación para el 7 de marzo de ese mismo año a través de Byelobog Productions. Es el segundo álbum de estudio que publicó Burzum tras la puesta en libertad de su único componente Varg Vikernes. Según Varg, el disco guarda similitudes con Hvis Lyset Tar Oss, Det Som Engang Var y Belus. La portada del disco es un fragmento de Élégie, obra del pintor francés William Adolphe Bouguereau.

## Listado de canciones
| N.º | Título                     | Escritor(es)  | Duración |  |
| 1.  | «Fra Verdenstreet»         | Varg Vikernes | 1:03     |  |
| 2.  | «Jeg Faller»               | Varg Vikernes | 7:50     |  |
| 3.  | «Valen»                    | Varg Vikernes | 9:21     |  |
| 4.  | «Vanvidd»                  | Varg Vikernes | 7:05     |  |
| 5.  | «Enhver Til Sitt»          | Varg Vikernes | 6:16     |  |
| 6.  | «Budstikken»               | Varg Vikernes | 10:09    |  |
| 7.  | «Til Hel Og Tilbake Igjen» | Varg Vikernes | 5:57     |  |

## Posición en las listas
| Año  | Álbum  | Lista                         | Posición |
| ---- | ------ | ----------------------------- | -------- |
| 2011 | Fallen | Suomen virallinen lista       | No. 10   |
| 2011 | Fallen | VG-lista                      | No. 27   |
| 2011 | Fallen | UK Top 40 Rock & Metal Albums | No. 31   |